# Hôtel du Parlement du Québec
L'hôtel du Parlement du Québec est l'édifice abritant l'Assemblée nationale du Québec. Situé au 1045 rue des Parlementaires, il fut construit d'après les plans d'Eugène-Étienne Taché entre 1877 et 1886, au cœur de la colline parlementaire de Québec et à la limite de l’arrondissement historique du Vieux-Québec. L'Assemblée nationale (alors nommée, Assemblée législative, jusqu'en 1968) y tint sa première réunion le 27 avril 1886. Dans ses fonctions législatives, il succède à une série d'édifices dont le premier fut construit en 1620 et parmi lesquels se trouvèrent, dès 1791, deux autres complexes parlementaires.
En 1985, la Loi sur les biens culturels le déclara « site historique national » et par la même occasion, consacra l'indépendance de l'Assemblée nationale, de toute gouvernance municipale, sur les édifices parlementaires et leur terrain. Cependant, l'État québécois est signataire d'une convention, à titre d'emphytéote, relativement au terrain de la place de l'Assemblée-nationale, soit de la porte centrale aux fortifications de la vieille ville, puisqu'étant de propriété fédérale depuis le début du XXe siècle, en vertu du pouvoir déclaratoire.

## Description

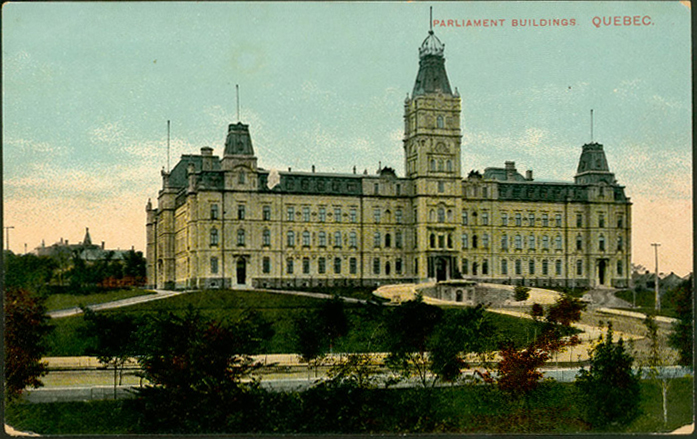
Hôtel du Parlement, Québec, entre 1900 et 1910.

L'ensemble est de style néorenaissance Second Empire avec des toits à mansardes et des statues retraçant l'histoire du Québec sur toute la façade. Les armoiries du Québec sont gravées dans la pierre juste au-dessus de la porte centrale avec la devise du Québec : « Je me souviens ».
L'intérieur du bâtiment s'articule autour d'un escalier monumental et des deux chambres d'assemblée : celle de l'Assemblée nationale et celle du Conseil législatif (aboli en 1968). De plus, l'intérieur est principalement fait de bois rappelant les églises catholiques du Québec ainsi que de dorures et de marbres représentant le faste et le prestige de l'hôtel. D'autre part, les symboles de la dualité linguistique à laquelle le Québec est confronté s'y retrouvent à plusieurs endroits, à savoir la fleur de lys ainsi que l'acronyme latin « VR » signifiant Victoria Regina (reine Victoria).
Le 29 mai 2019, l’Assemblée nationale du Québec a inauguré son nouveau pavillon d’accueil après plus de trois ans de travaux. Ce pavillon comprend deux nouvelles salles de commission parlementaire. Conformément à la volonté exprimée par les députés de reconnaître l’engagement des femmes à la politique québécoise, il a été convenu que ces lieux portent les noms de pionnières ayant marqué le Québec. La salle Marie-Claire-Kirkland est désignée en hommage à la première femme élue députée en 1961, et nommée ministre en 1962. Quant à la salle Pauline-Marois, sa désignation vise à honorer la première femme à occuper le poste de première ministre du Québec en 2012.

### Hall d'entrée
Orné d'un escalier central, le hall mène au restaurant Le Parlementaire et aux salles de l'Assemblée nationale et du Conseil législatif. Sur le même étage, l'on retrouve les salles de conférences de presse. De plus, plusieurs œuvres d'art y sont exposées, dont des toiles et des vitraux.

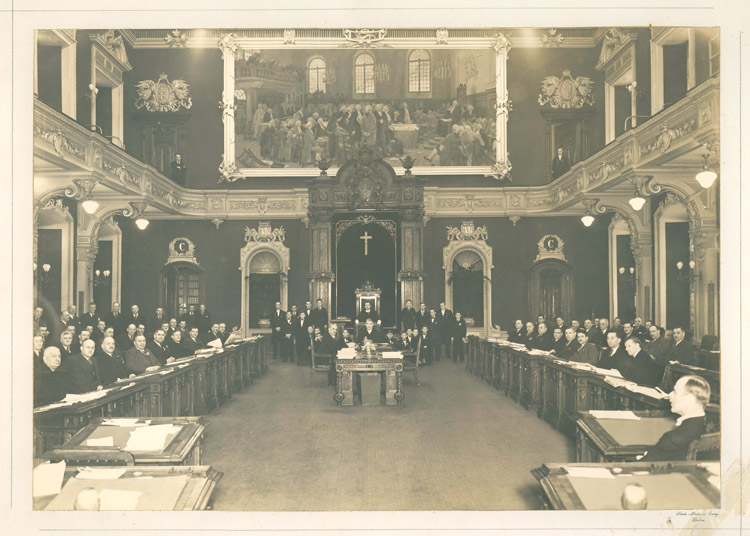
Salle de l'Assemblée législative, ancien nom de la salle de l'Assemblée nationale (salon Bleu), vers 1936

### Salle de l'Assemblée nationale
Communément appelée le salon Bleu, elle est le lieu de rencontre des députés lors des travaux de l'Assemblée nationale. La salle accueille également certaines commissions parlementaires lorsque l'Assemblée ne siège pas. D'abord blanche, elle est peinte en vert en 1901, couleur traditionnelle de la chambre élective dans le système de Westminster. Elle est finalement repeinte en bleu en 1978 afin de faciliter la diffusion télévisuelle des débats. La salle, entourée d'une tribune sur trois côtés, comprend 125 bureaux pour autant de députés. La table des greffiers se trouve au centre alors que le fauteuil du président est surmonté sur un piédestal sur le mur directement opposé à la porte d'entrée principale de la salle. Au-dessus du fauteuil se trouve le tableau Le débat des langues de la première législature du Bas-Canada peint par Charles Huot entre 1910-1913.

### Salle du Conseil législatif

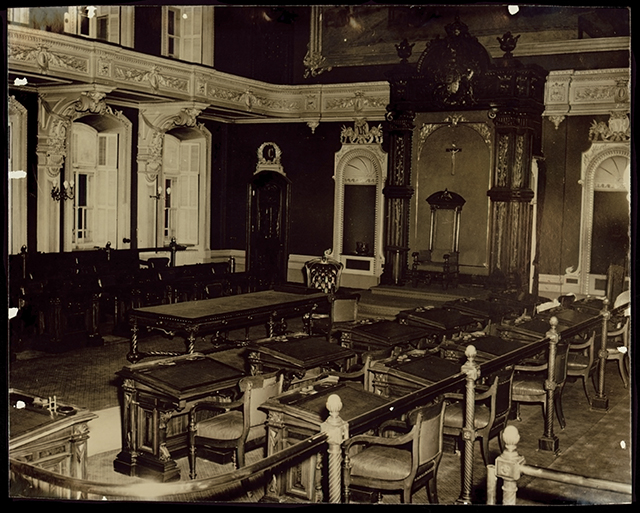
Salle du Conseil législatif (salon Rouge), vers 1936

Communément appelée le salon Rouge, elle est aujourd'hui une salle amovible et sert entre autres aux commissions parlementaires et aux cérémonies protocolaires d'assermentation. Auparavant, de 1886 à 1968, elle servit de chambre haute et accueillit les travaux du Conseil législatif (d'où sa dénomination). L'architecture de la chambre est presque identique à celle de son voisin le Salon bleu. Cependant, contrairement à l'aménagement fixe des pupitres des députés de la Salle de l'Assemblée, la disposition de la salle du Conseil législatif peut prendre plusieurs formes en fonction des événements parlementaires. Entourée d'une tribune sur trois côtés, l'on y retrouve le tableau Le Conseil souverain du gouvernement royal de la Nouvelle-France peint par Charles Huot en 1927-1929.

### Salle des drapeaux

Drapeau de l'amirauté de Saint-Malo
Pavillon de la marine marchande royale
Carillon moderne
Fleurdelisé

Longtemps utilisé par la Tribune de la presse, on y retrouve aujourd'hui les drapeaux et les bannières ayant inspiré la création du fleurdelisé, le drapeau actuel du Québec. Ces 8 drapeaux se composent de 3 drapeaux du royaume de France (la Bannière de France, les armes du royaume, le pavillon du Roi Louis XIV), le pavillon de l'amirauté de Saint-Malo, le pavillon de la marine marchande française du XVIe siècle, le drapeau de Carillon, le Carillon moderne et finalement le Fleurdelisé.

Bannière du royaume de France
Armes du royaume de France
Bannière de Carillon
Pavillon de Louis XIV

### Hot room
La pièce Hot room est l'endroit où les parlementaires sont interrogés par les journalistes avant ou après les séances. Elle est ainsi appelée à cause de la chaleur qui y règne habituellement, causée par les nombreuses lampes d'éclairage pour la télédiffusion et par les gens qui s'y entassent. Auparavant, la pièce utilisée était le hall situé entre la Salle de l'Assemblée nationale et la Salle du Conseil législatif. Depuis les années 1980, elle se trouve dans l'aile nord de l'hôtel. Elle porte le nom de Salle Bernard-Lalonde depuis 2001.

### Galerie des présidents
La galerie est un corridor de l'hôtel exposant sur ses murs l'ensemble des portraits des anciens présidents de l'Assemblée nationale.

### RestaurantLe Parlementaire
De style Beaux-Arts, le restaurant fut construit dans la cour intérieure de l'hôtel et inauguré en 1917. Il accueille les parlementaires, les dignitaires et les visiteurs. En outre reconnu pour sa cuisine québécoise, le restaurant a accueilli le débat des chefs télévisé lors de la campagne électorale de l'élection générale de 2007 et de celle de 2008.

### Extérieurs

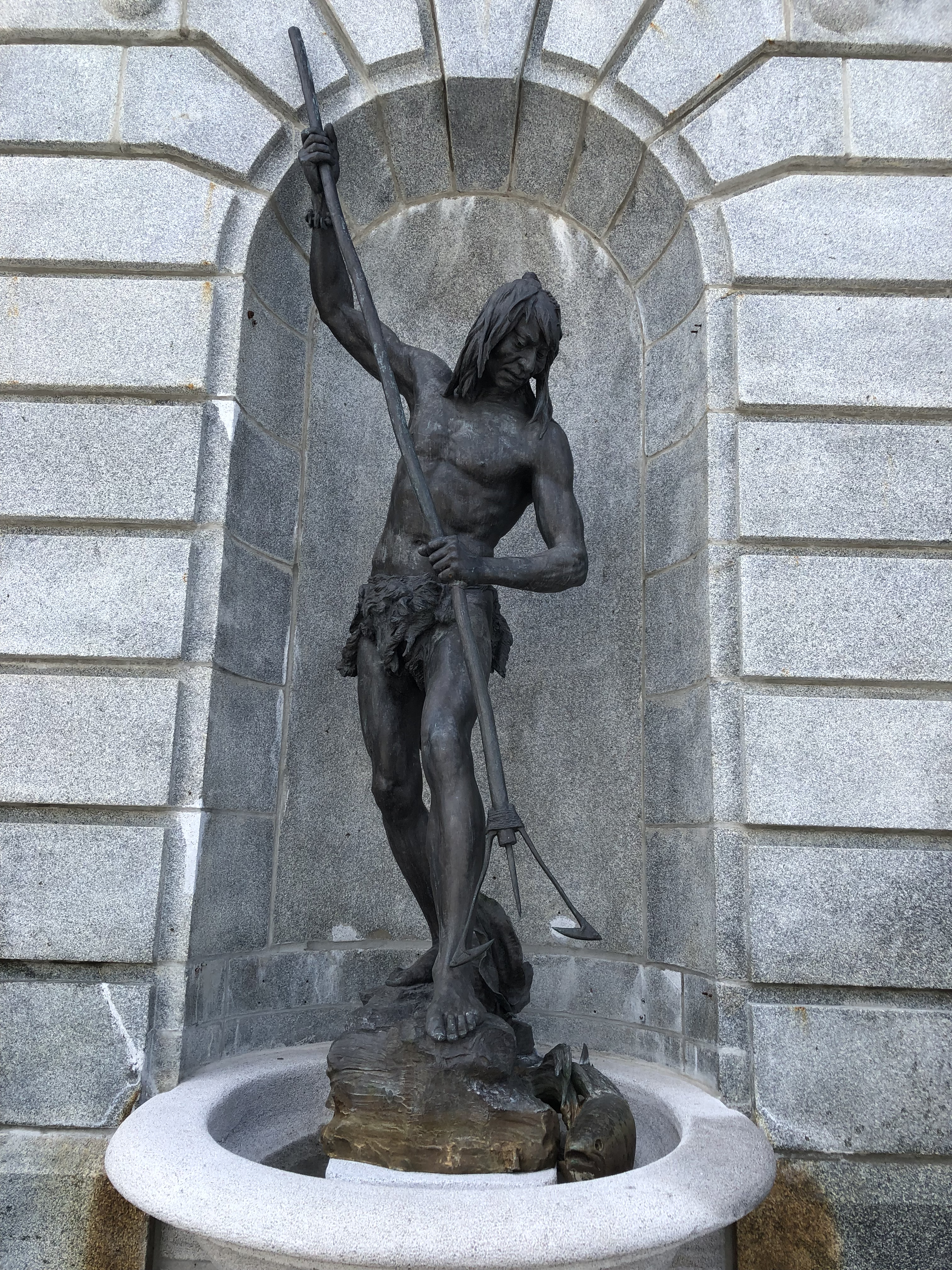
Sculpture de Louis-Philippe Hébert Le pêcheur à la nigogue.

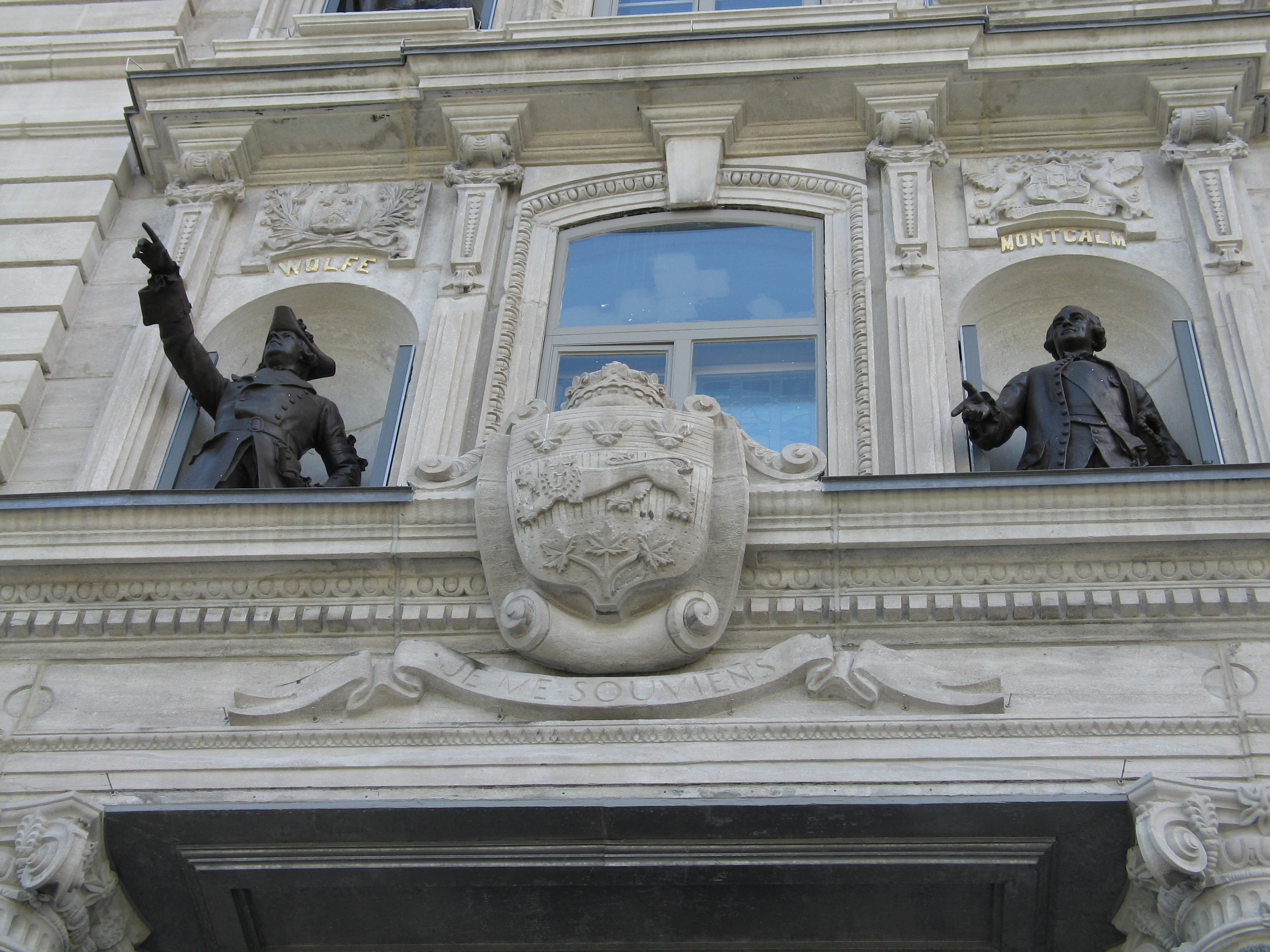
Les statues des deux chefs militaires mortellement blessés à la bataille des plaines d'Abraham, Wolfe et Montcalm, et les armoiries du Québec, au-dessus de l'entrée principale de l'hôtel du Parlement.

#### Drapeau
Sur la façade se trouve la tour du Parlement sur laquelle flotte le fleurdelisé depuis le 21 janvier 1948, date à laquelle il fut adopté par le Parlement. La tour principale est de plus dédiée à Jacques Cartier, découvreur du Canada en 1534.

#### Fontaine des Abénaquis
La fontaine de l'entrée principale, conçu par Eugène-Étienne Taché, est inaugurée en 1890 et dédiée aux Peuples autochtones, spécifiquement à la nation abénaquise.
Également, deux sculptures réalisées par Louis-Philippe Hébert :
- La halte dans la forêt (1889)
- Le pêcheur à la nigogue (1891)

Or, lors du projet d'agrandissement de La Maison du peuple de 2016 à 2019, la fontaine est retirée pour faire place à l'entrée de la Maison du peuple et qui a valu de nombreuses critiques. Pourtant des jets d'eau sont disposés au pieds du pêcheur à la nigogue pour rappeler la présence antérieure de la fontaine.

#### Statues
Deux groupes allégoriques couronnent en outre les avant-corps gauche et droit de l'édifice : Poésie et Histoire ainsi que Religion et Patrie. Ils furent réalisés et coulés à Paris (France) en 1894 par Louis-Philippe Hébert. Plusieurs statues de bronze ornent les niches de la façade de l'hôtel. Les sculptures représentent des personnages de l'histoire du Québec. On y retrouve :
- Charles-Michel de Salaberry, colonel et héros de la bataille de Châteauguay en 1812 : une œuvre de Louis-Philippe Hébert installée en septembre 1894 ;
- François-Gaston de Lévis, chevalier et duc de Lévis, il mène les troupes françaises à la victoire lors de la bataille de Sainte-Foy en 1760 : une œuvre de Louis-Philippe Hébert installée en novembre 1894 ;
- Guy Carleton, baron de Dorchester, gouverneur général de l'ensemble des colonies britanniques en Amérique du Nord dont la Province de Québec et le Bas-Canada de 1768 à 1778 et de 1785 à 1795 : une œuvre d'Alfred Laliberté coulée à la fonderie Mitchell de Montréal en 1916 ;
- Jacques Marquette, père jésuite explorateur de la Louisiane française en 1672 ;
- James Bruce, Lord Elgin, gouverneur général du Canada-Uni de 1847 à 1854 : une œuvre de Louis-Philippe Hébert installée en février 1892 ;
- James Wolfe, major général, il mène les troupes britanniques à la victoire lors de la bataille des plaines d'Abraham en 1759 : une œuvre de Louis-Philippe Hébert installée en mai 1894 ;
- Jean de Brébeuf, père jésuite missionnaire auprès des Hurons en 1648 et canonisé parmi les Saints-Martyrs-Canadiens ;
- Jean Talon, comte d'Orsainville, premier intendant de la Nouvelle-France de 1665 à 1668 : une œuvre d'Alfred Laliberté coulée à la fonderie Mitchell de Montréal en 1916 ;
- Louis de Buade, comte de Frontenac, gouverneur de la Nouvelle-France de 1672 à 1682 et de 1689 à 1698 : une œuvre de Louis-Philippe Hébert installée en septembre 1890 ;
- Louis-Joseph de Montcalm, lieutenant-général, il mène les troupes françaises lors de la bataille des plaines d'Abraham en 1759 : une œuvre de Louis-Philippe Hébert installée en mai 1894 ;
- Paul de Chomedey, sieur de Maisonneuve, fondateur de Ville-Marie (Montréal) en 1642 ;
- Pierre Boucher de Boucherville, gouverneur de Trois-Rivières de 1662 à 1667 et fondateur de la ville de Boucherville ;
- Robert Baldwin, Premier ministre du Canada-Uni au Canada-Ouest de 1848 à 1851 ;
- Samuel de Champlain, fondateur de la ville de Québec en 1608 : une œuvre de Raoul Hunter réalisée en 1967 ;
- Monseigneur François-Xavier de Montmorency de Laval, évêque de Québec et fondateur du Séminaire de Québec ;
- Jean-Jacques Olier, religieux français ;
- Marie de l'Incarnation, ursuline ;
- Marguerite Bourgeoys ;
- Louis Jolliet, explorateur ;
- Pierre Gaultier de Varennes et de La Vérendrye, explorateur ;
- Pierre Le Moyne d'Iberville, corsaire ;
- Nicolas Viel, missionnaire récollet.

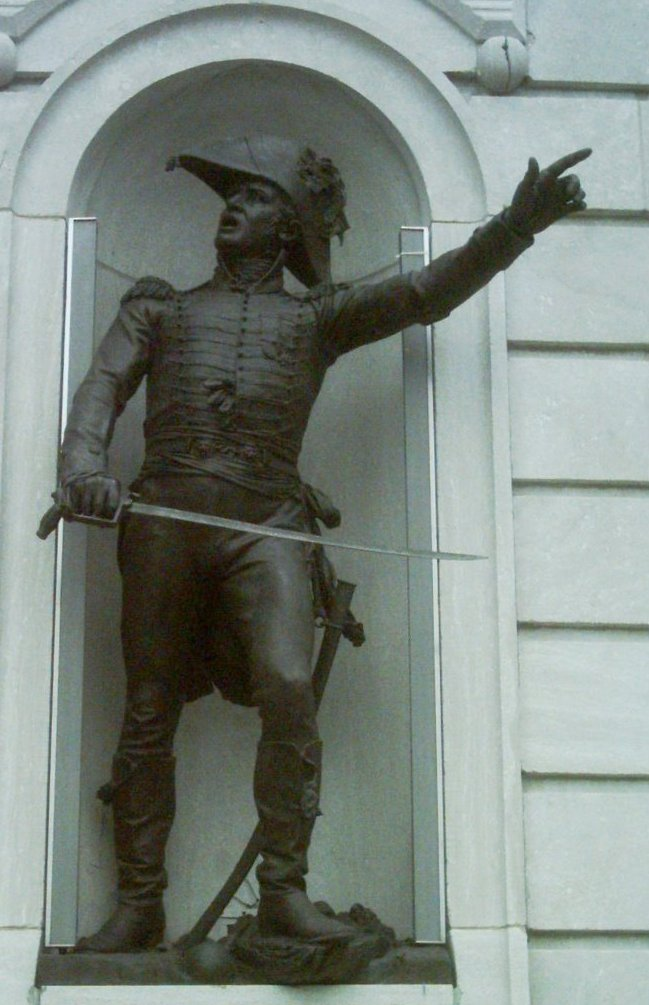
Charles-Michel de Salaberry
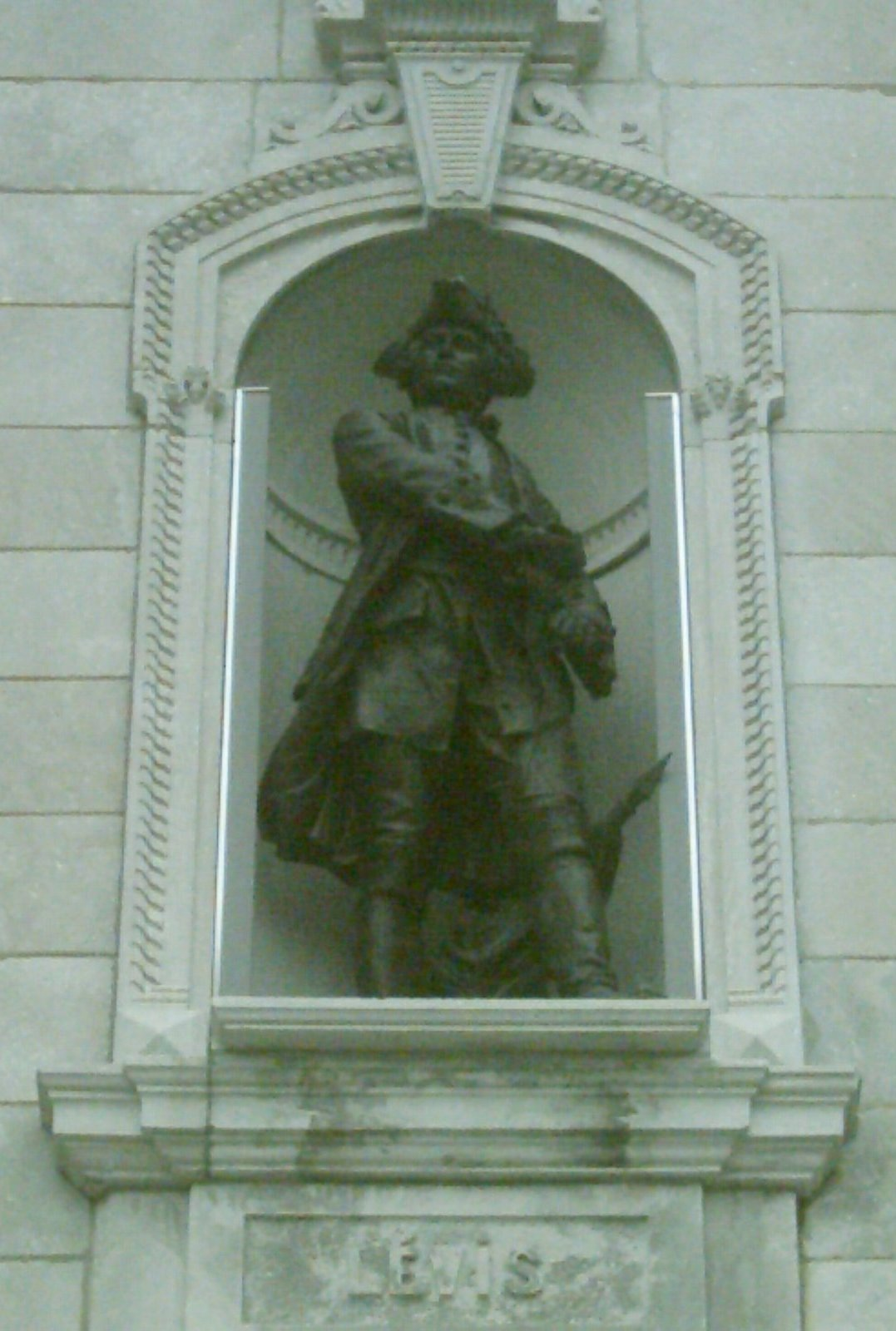
François Gaston de Lévis, duc de Lévis
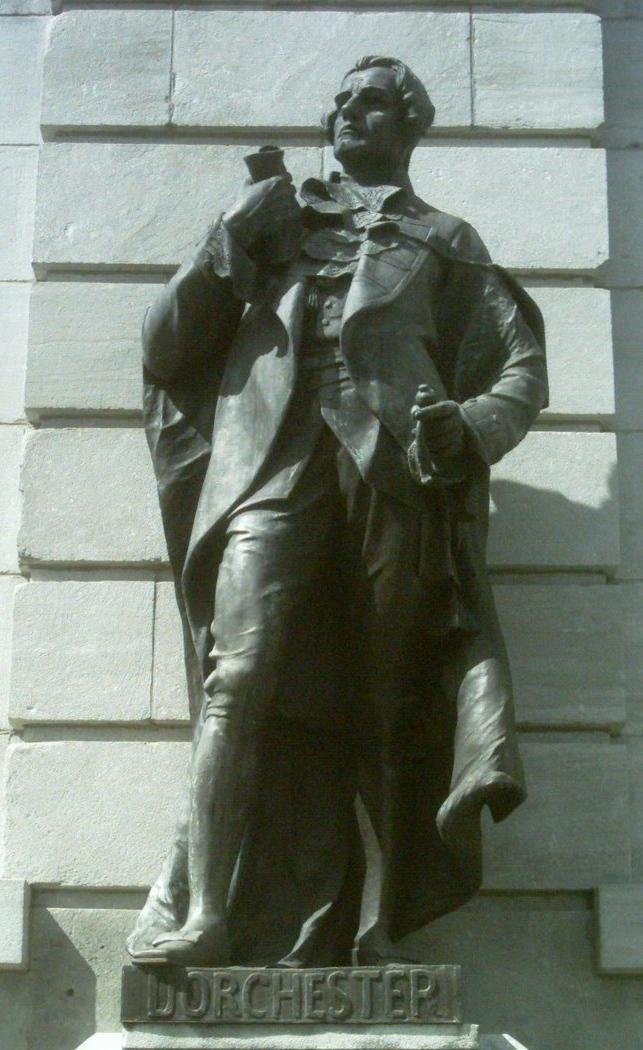
Guy Carleton, baron de Dorchester
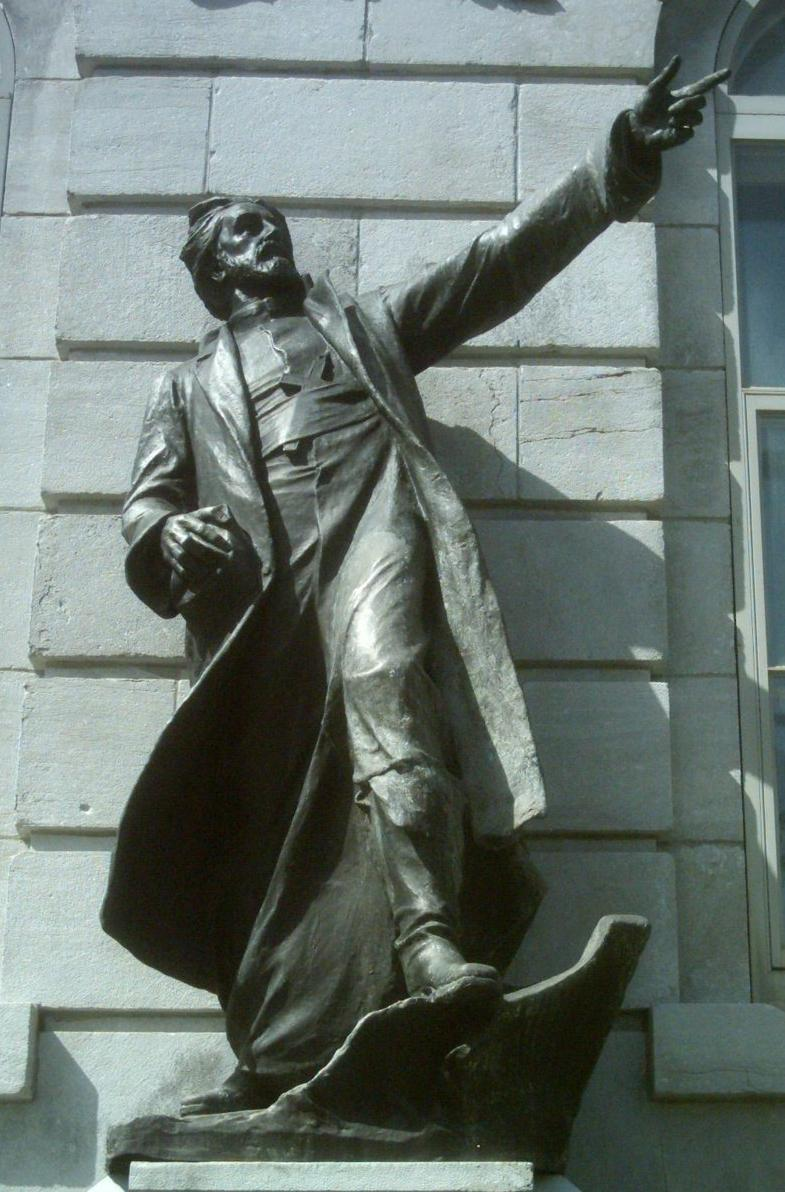
Jacques Marquette
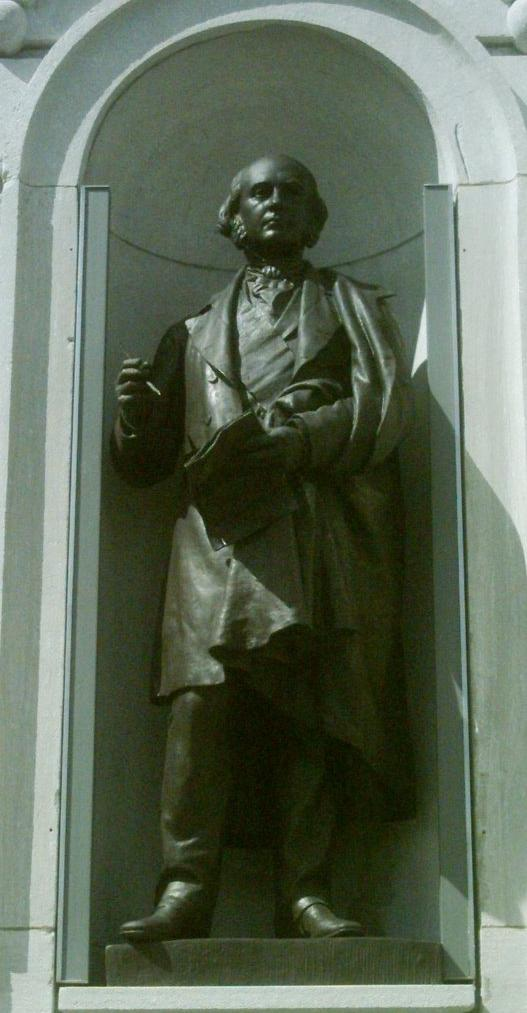
James Bruce, comte d'Elgin
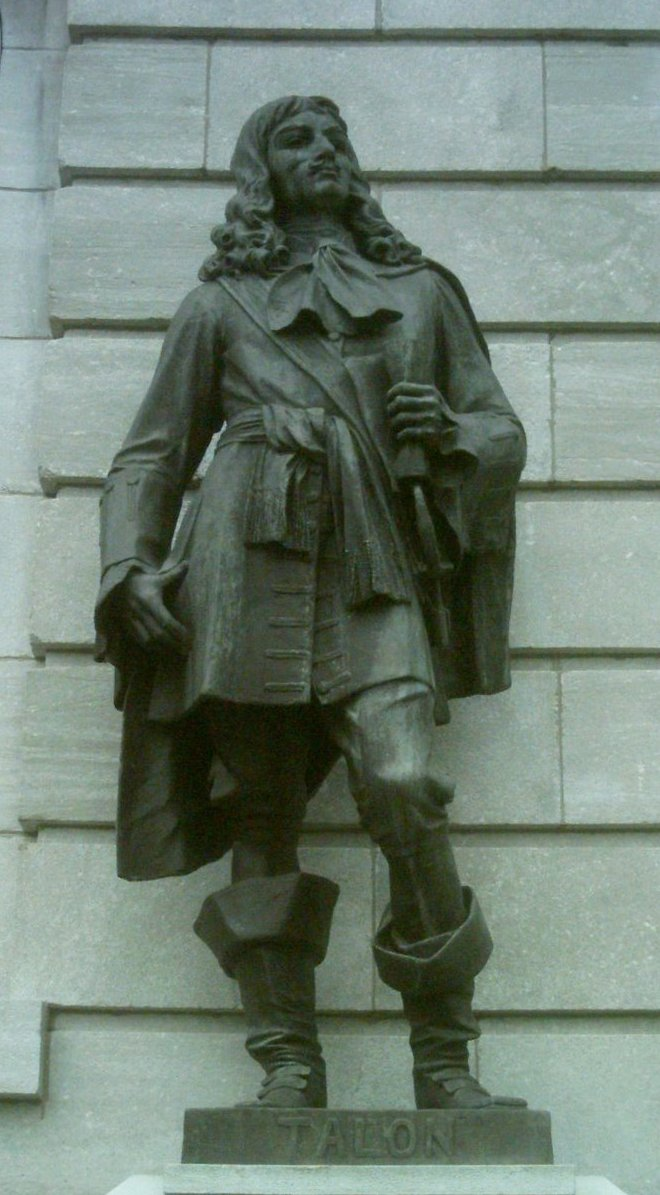
Jean Talon
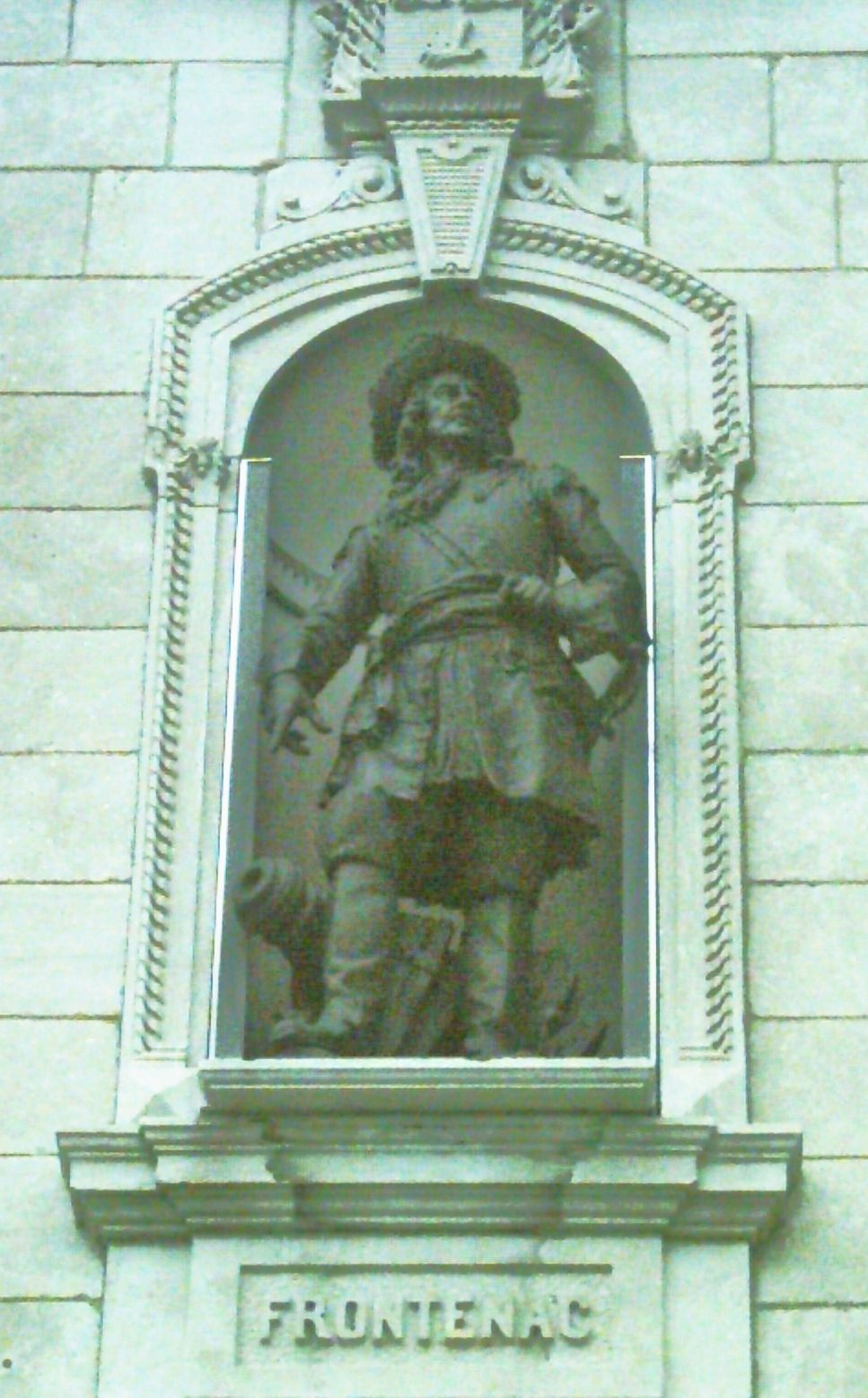
Louis de Buade de Frontenac
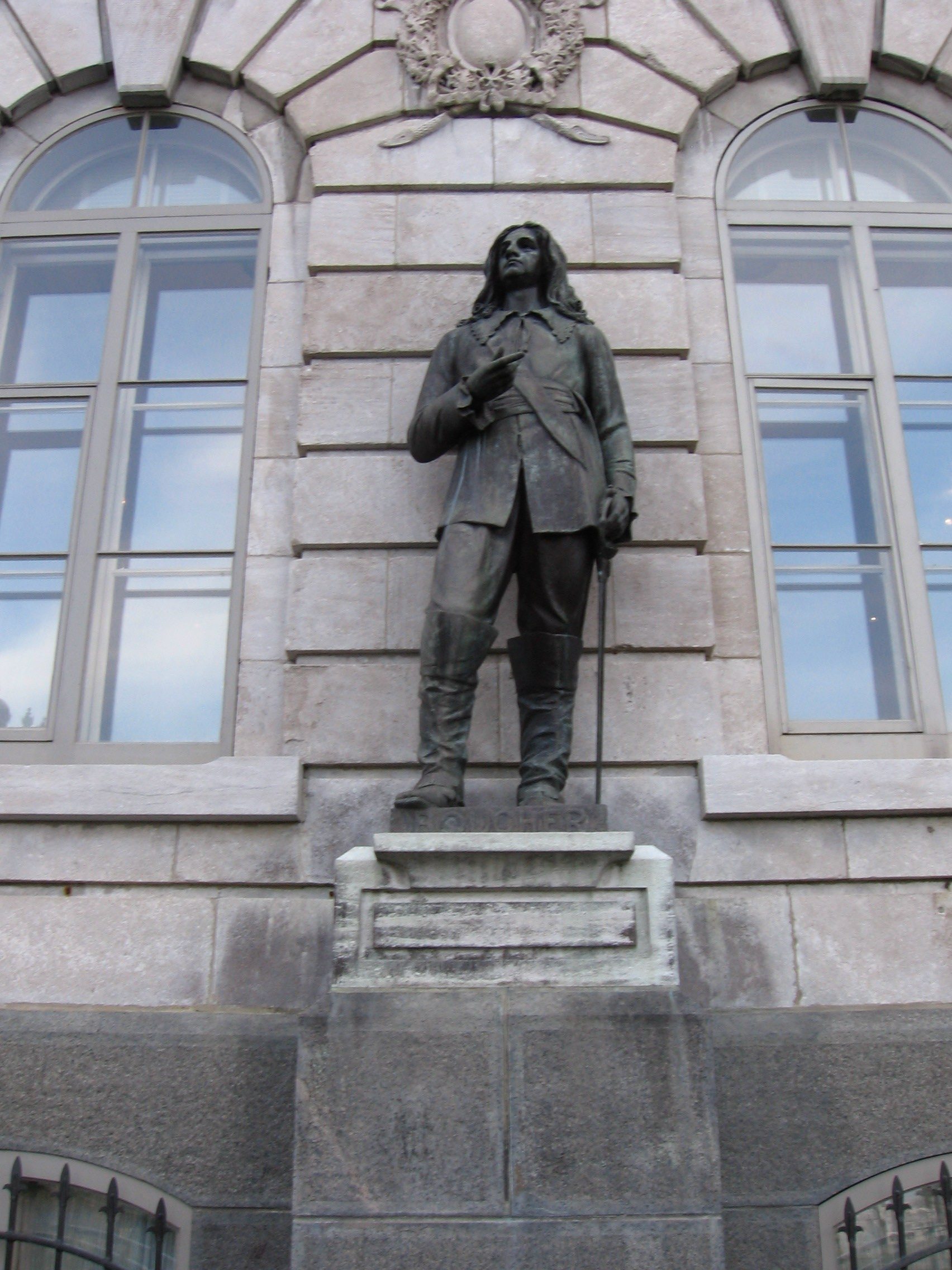
Pierre Boucher
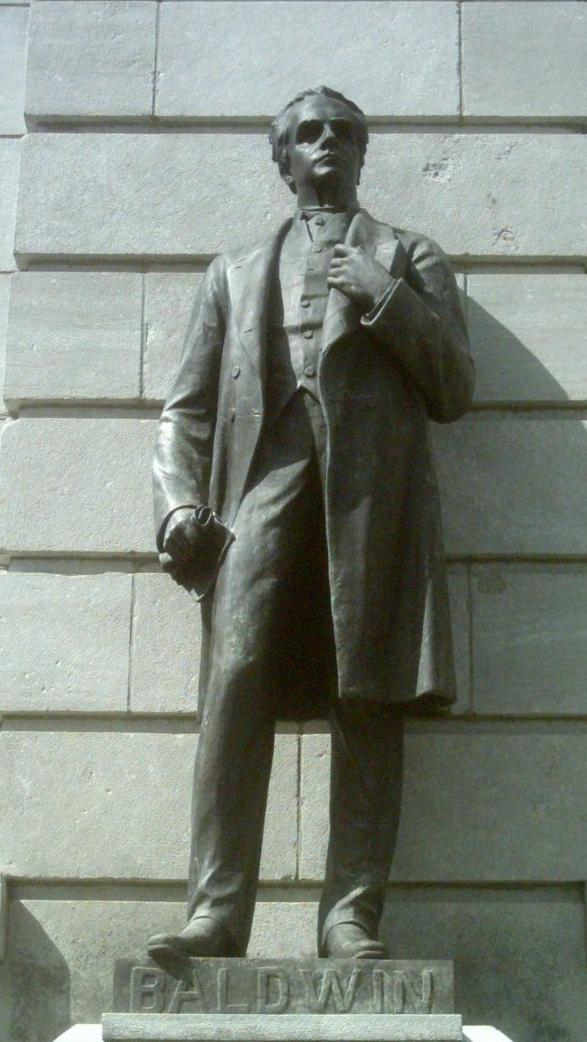
Robert Baldwin
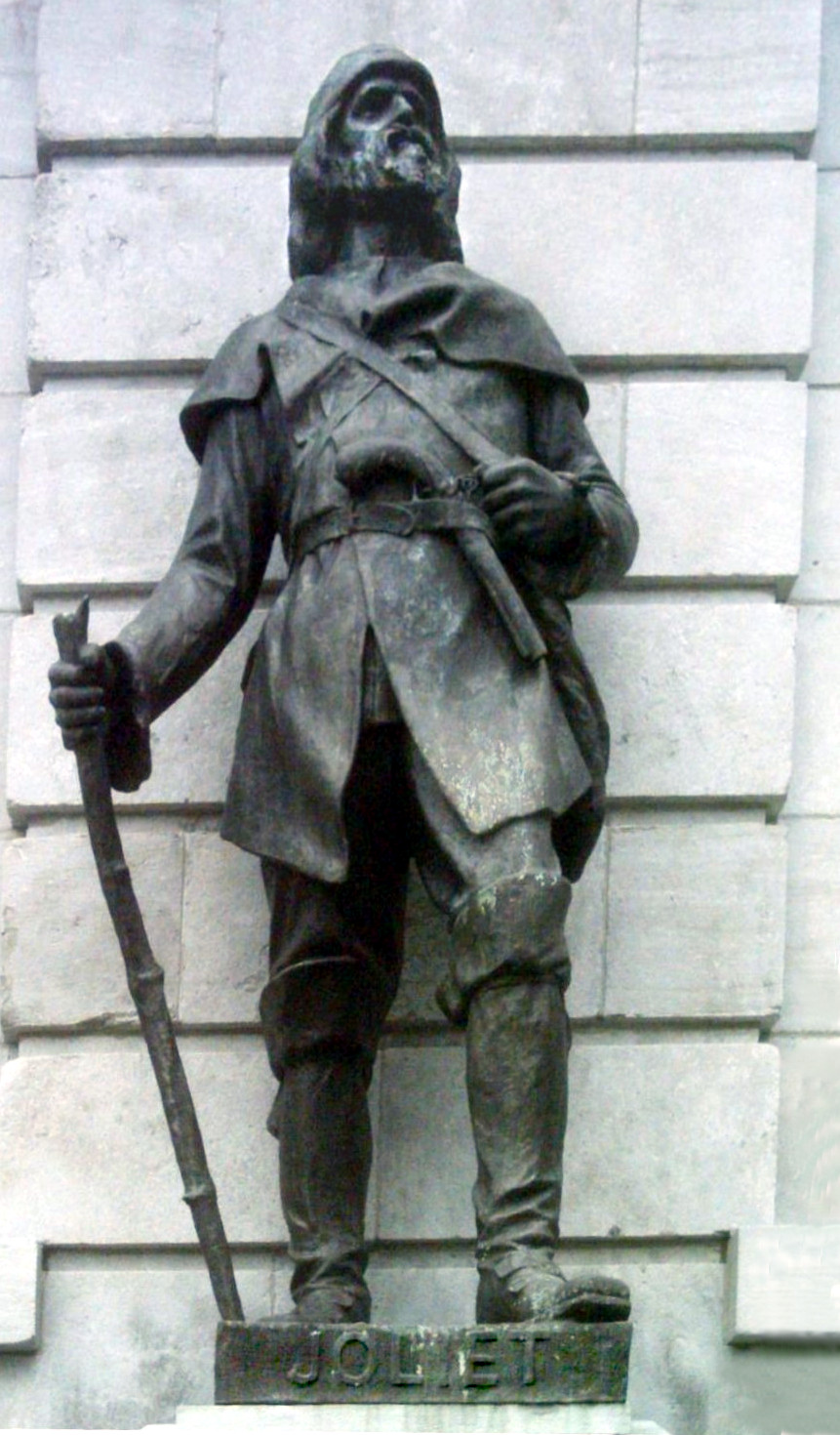
Louis Jolliet
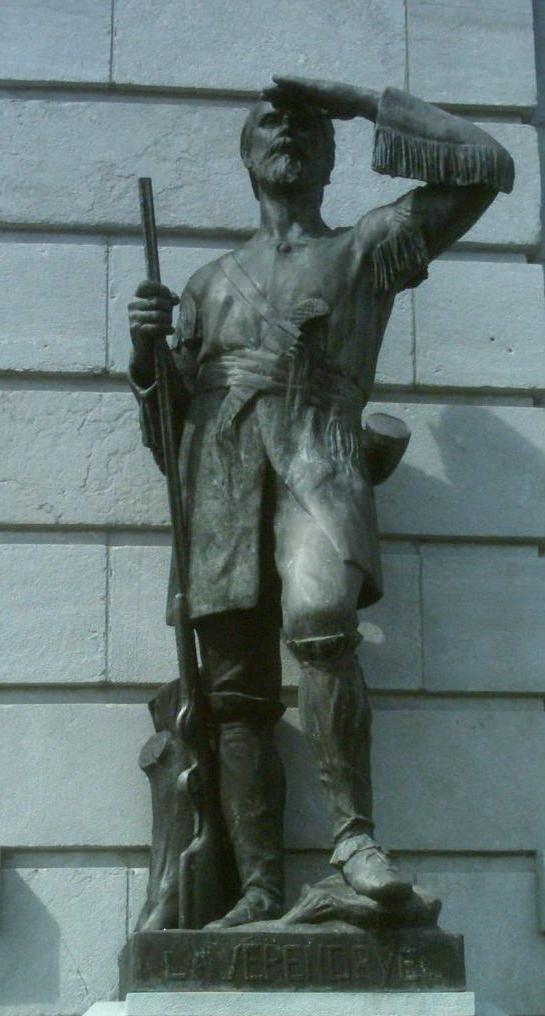
Pierre Gaultier de Varennes et de La Vérendrye
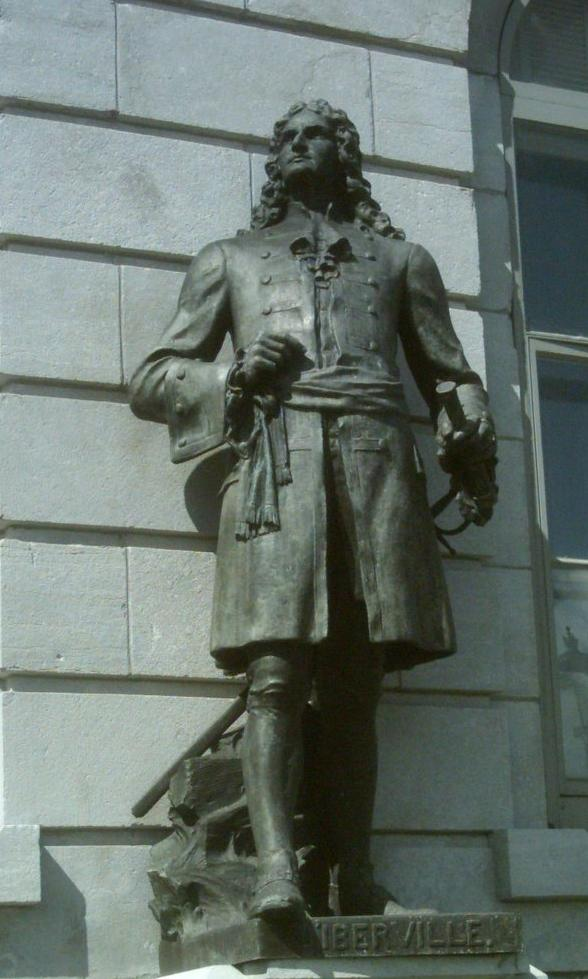
Pierre Le Moyne, sieur d'Iberville et d'Ardillières

#### Plaques commémoratives et historiques
- Le 8 mai 2014 est dévoilée une plaque en la mémoire des victimes de la fusillade du 8 mai 1984 à l'hôtel du Parlement du Québec ainsi que du sergent d’armes René Jalbert qui, par son courage exceptionnel, a mis fin au drame[15].

## Le complexe du Parlement

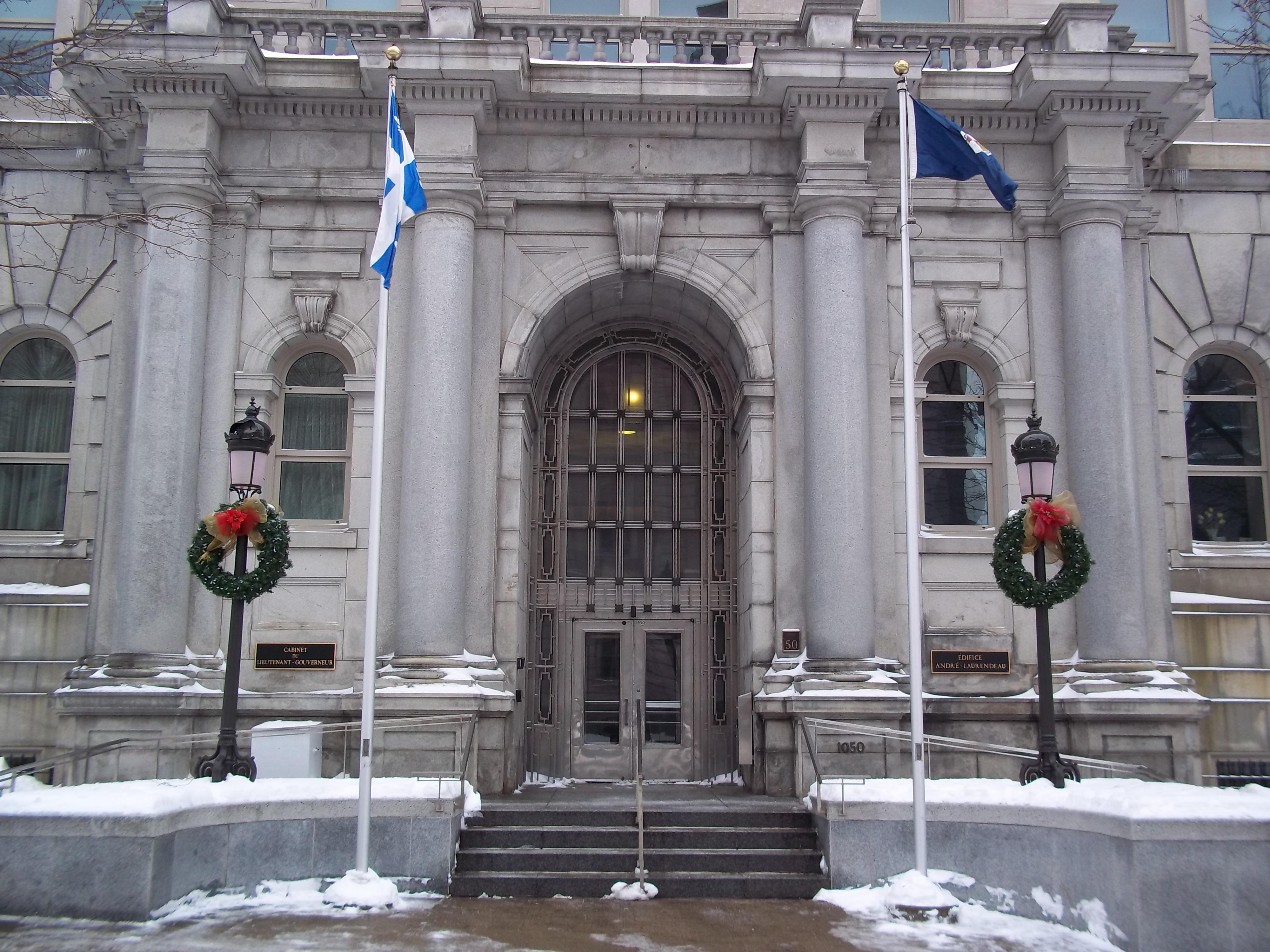
Entrée de l'édifice André-Laurendeau.

Avec le temps, le palais législatif proprement dit fut flanqué d'autres bâtiments, dont les ailes de l'hôtel et formant le complexe du Parlement. De plus, quatre édifices font partie du complexe. Ceux-ci comprennent :
- L'édifice André-Laurendeau[16], de style Beaux-Arts, fut construit selon les plans des architectes Lacroix, Drouin et Bergeron de 1935 à 1937 afin de loger les bureaux du ministère de la Voirie (aujourd'hui, Transports Québec). Toutefois, de nos jours, l'édifice abrite le bureau du lieutenant-gouverneur ainsi que les locaux des correspondants parlementaires de la Tribune de la presse. L'édifice porte son nom actuel depuis 1980 en l'honneur de l'ex-rédacteur en chef du journal Le Devoir qui a lutté pour l'affirmation nationale du Québec, André Laurendeau;

- L'édifice Honoré-Mercier[17], de style Beaux-Arts, fut construit de 1922 à 1925 par l’architecte Raoul Chênevert pour loger certains bureaux du gouvernement, dont le cabinet du premier ministre du Québec ainsi que la salle du Conseil des ministres (Conseil exécutif)[18].

- L'édifice Jean-Antoine-Panet[19], de style Beaux-Arts, fut construit de 1931 à 1932 pour le compte du ministère de l’Agriculture par les architectes Auger, Beaulé et Morissette[20]. Il fut nommé ainsi en l'honneur du premier orateur de la Chambre d'assemblée du Bas-Canada, Jean-Antoine Panet. Depuis 1980, il abrite les services administratifs du Parlement du Québec.

- L'édifice Pamphile-Le May[21], de style Beaux-Arts, fut construit de 1910 à 1915 par les architectes J. Omer Marchand et George-Émile Tanguay afin de loger des bureaux du gouvernement et la Bibliothèque de l'Assemblée nationale. L'édifice fut nommé en l'honneur de Léon-Pamphile Le May, premier conservateur de la Bibliothèque[22].

- Le pavillon d'accueil fut construit de 2016 à 2019. Situé sous le parlement et accessible par l'extérieur, il accueille les visiteurs et abrite deux salles de commission parlementaire portant des noms de femme à la demande des députés pour reconnaître l'engagement des femmes à la politique québécoise[23]. En avril 2019, les noms des deux salles sont dévoilés dont Pauline Marois (première ministre du Québec de 2012 à 2014) et Marie-Claire Kirkland (première députée à siéger à l'assemblée nationale de 1961 à 1973).

## Édifices parlementaires précédents

### Forts et châteaux Saint-Louis

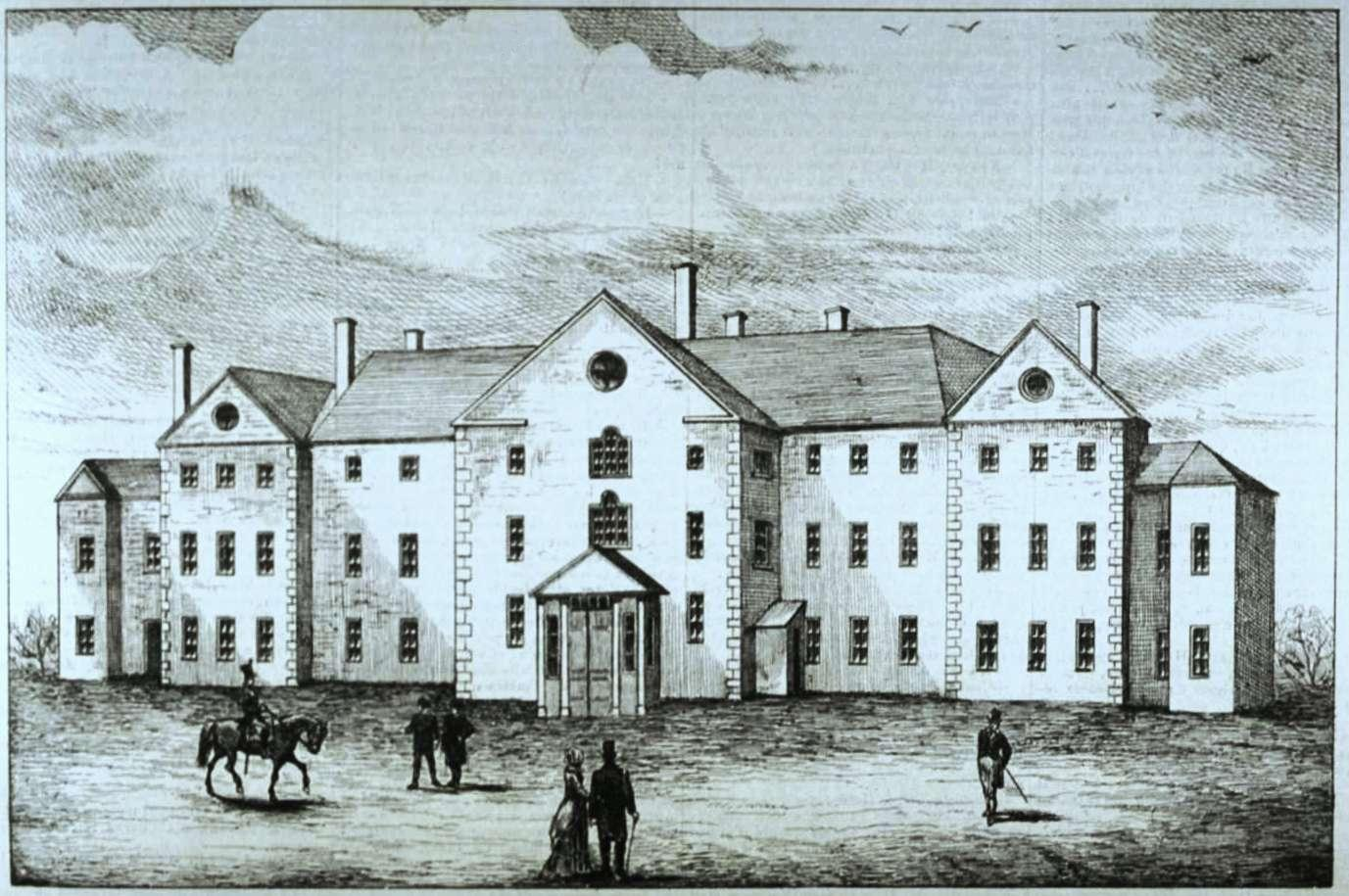
Château Saint-Louis (1620-1834), selon le style Palladien au début du XIXe siècle.

Dès 1620, Samuel de Champlain, alors lieutenant du vice-roi de la Nouvelle-France, fait construire le fort et château Saint-Louis sur le cap Diamant à Québec. Alors que les gouvernements de la Compagnie de Rouen (1614-1620) et de la Compagnie de Montmorency (1621-1627) sont remplacées par celui de la Compagnie des Cent-Associés (1627-1663), ce n'est qu'en 1646 que le château devient la résidence officielle du gouvernement de la Nouvelle-France. Dès sa création et jusqu'à la conquête britannique, le Conseil souverain (1663-1760) se réunit dans les forts et châteaux Saint-Louis qui se sont succédé depuis la construction initiale.
Après la conquête britannique de 1760, les édifices deviennent le lieu de rencontre des autorités anglaises dans la Province de Québec, alors que la ville de Québec devient la capitale de l'Empire britannique en Amérique du Nord.
Le château Saint-Louis est anéanti par un dernier incendie en 1834. Le site est aujourd'hui recouvert par la terrasse Dufferin en face du château Frontenac.

### Château Haldimand

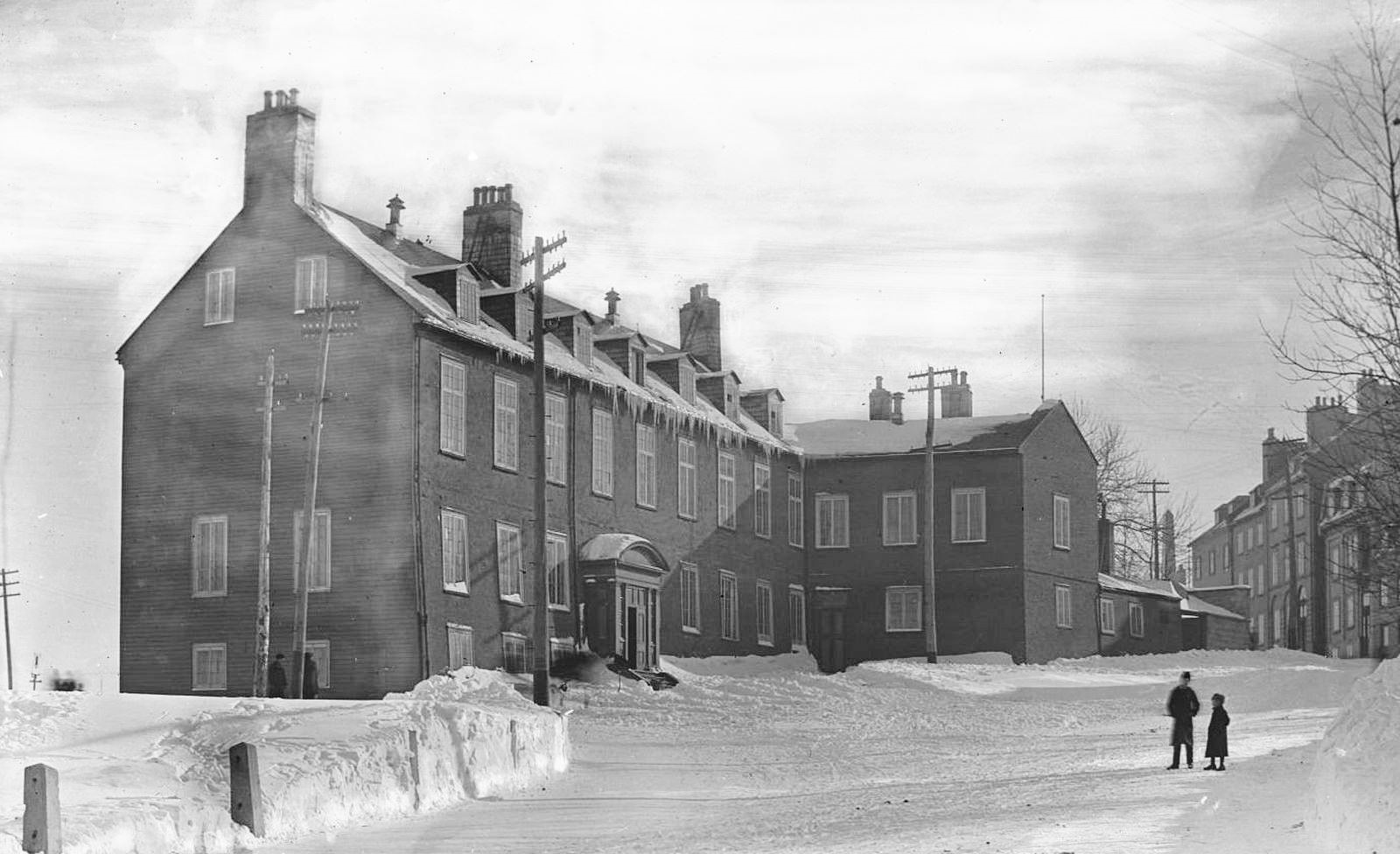
Le château Haldimand vers 1890.

Dès 1784, le gouverneur de la Province de Québec commande la construction du château Haldimand, à l'emplacement du site actuel du château Frontenac. Ainsi, il devient le siège du gouvernement colonial de la Province de Québec de 1786 à 1791 et de la Clique du Château (gouvernement du Bas-Canada) de 1791 à 1820, année où il est cédé à la ville de Québec.
En 1860, le gouvernement du Canada-Uni en reprend possession pour y établir les bureaux de l'administration et le siège de l'Assemblée législative de la province du Canada jusqu'en 1866.
En 1892, le château est démoli pour donner place aux premières ailes du château Frontenac.

### Ancien palais épiscopal de Québec

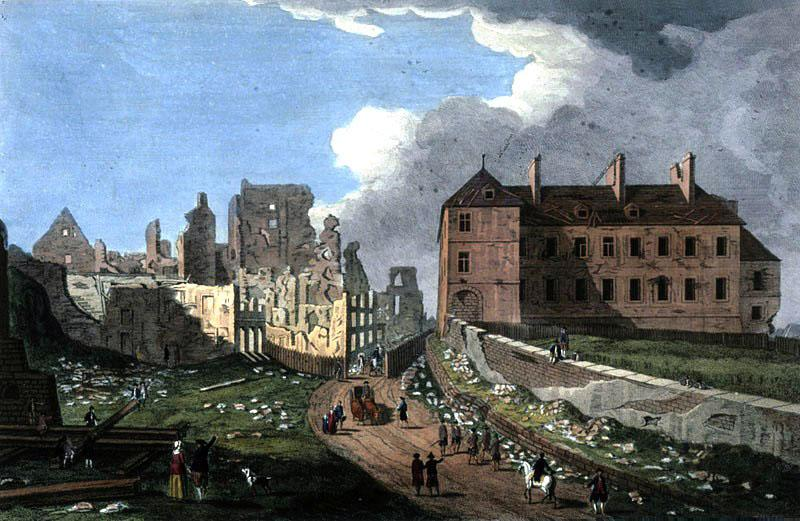
Une vue de l'archevêché de Québec et des ruines autour, tels qu'on peut les voir en montant de la basse-ville, en 1759. Peinture de Richard Short.

Les régimes politiques de la Nouvelle-France et de la Province de Québec ne comprenaient aucune assemblée législative de tradition britannique telle que connue aujourd'hui. Ainsi, l'édifice qui abrite le tout premier parlement de l'histoire du Québec est le Palais épiscopal de Québec (ou Palais de l'Évêque), c'est-à-dire la résidence de l'évêque catholique dans le diocèse de Québec. Le palais se situe sur la Côte de la Montagne dans la Haute-Ville, plus précisément, en l'emplacement du lieu historique national du Parc-Montmorency en face de la basilique-cathédrale Notre-Dame de Québec et du vieux séminaire de Québec. Construit sur une pente, une partie de l'édifice comprend trois étages (sud-est) alors que les autres n'en ont que deux. L'édifice est d'abord loué par la province et aménagé à temps pour l'ouverture de la première session du premier Parlement du Bas-Canada le 17 décembre 1792.
La Chambre d'assemblée du Bas-Canada loge dans la chapelle, pièce qui fait 65 pieds sur 36. Les chambres des commissions (ou comités) et la bibliothèque de l'assemblée sont dans des pièces adjacentes. Le Conseil législatif tient ses séances dans un appartement au deuxième étage. Les chambres de ses commissions et sa bibliothèque sont sur le même étage. Le Conseil exécutif et divers bureaux rattachés à l'administration logent également dans le palais.

### Premier hôtel du Parlement

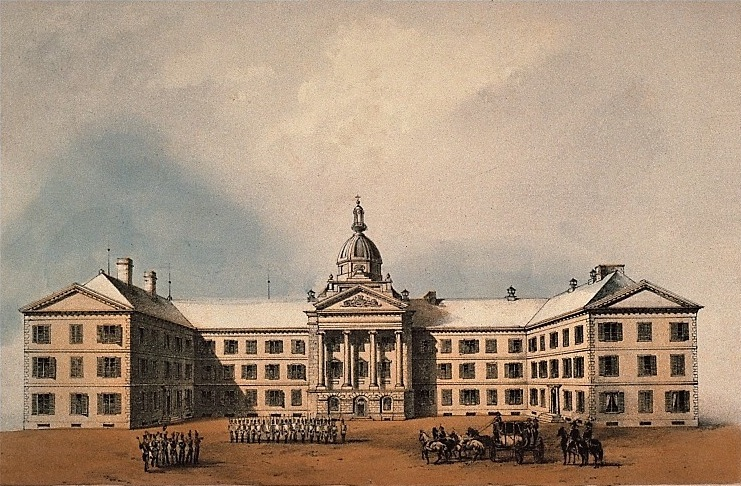
Le Premier hôtel du Parlement à Québec.

Dès 1826, la Chambre d'assemblée négocie avec l'archevêché pour rénover l'ancien palais épiscopal et en faire l'acquisition. Après négociations, l'offre est acceptée en 1831. Des travaux d'excavation débutent la même année et la chapelle est démolie en 1833 pour faire place au corps principal de l'hôtel du Parlement, qui abrite les deux chambres et les bureaux du gouvernement. Les parlementaires siègent dans cet édifice à colonnades jusqu'à la suspension des pouvoirs de la législature du Bas-Canada en 1838. Le Conseil spécial du Bas-Canada, qui fait office de législature temporaire de 1838 à 1841, tient ses séances à Montréal.
L'aile qui faisait partie de l'ancien palais épiscopal est finalement détruite en 1851 lorsque l'hôtel du Parlement est de nouveau rénové pour accueillir le Parlement du Canada-Uni (alors à Toronto), jusqu'à ce qu'il soit incendié le 1er février 1854. Lors de l'incendie, la moitié de la collection de la Bibliothèque de l'Assemblée nationale du Québec, qui compte environ 17 000 volumes, disparaît, ainsi que le musée de la LHSQ.

### Deuxième hôtel du Parlement

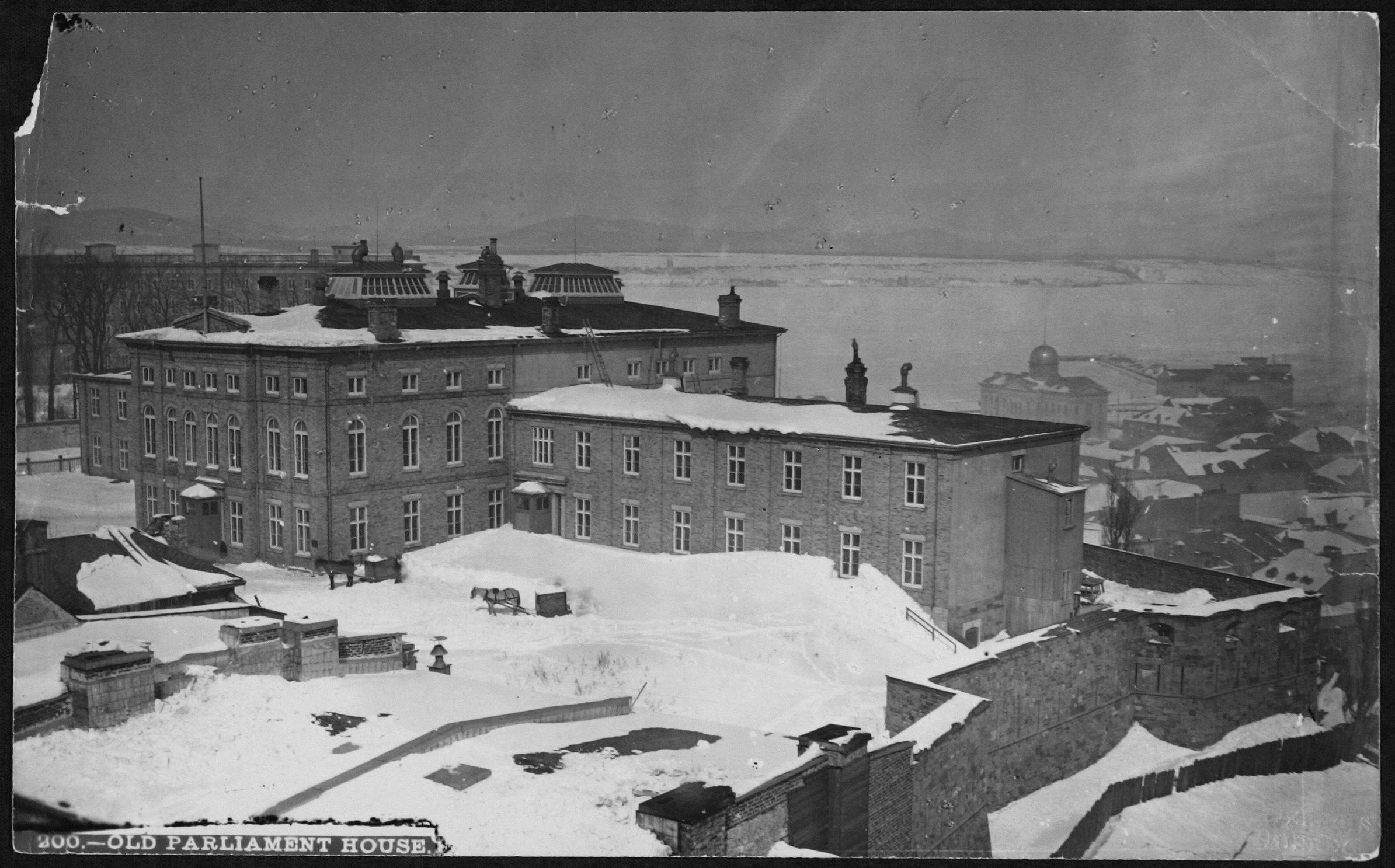
Le Deuxième hôtel du Parlement à Québec.

En 1858, le Conseil de ville achète le site du parlement incendié et y fait ériger le marché Champlain. En 1859, le gouvernement du Canada-Uni reprend le site et commence la construction d'un édifice qui devait au départ être un simple bureau de poste. Celui-ci est construit sur le site de l'actuel édifice Louis S.-St-Laurent de l'autre côté de la côte de la Montagne. C'est cependant là que se réunissent les parlementaires du Canada-Uni de 1860 à 1866, en alternance avec le château Haldimand, et ensuite les parlementaires de la nouvelle législature du Québec, celle d'aujourd'hui, de 1867 à 1883. Cet édifice est lui aussi détruit dans un incendie le 19 avril 1883.

## Hommages
Le Parlement du Québec fut représenté sur une pièce d'un dollar, en 1984, des Dollars du Carnaval de Québec. Ces pièces de monnaie symboliques étaient vendues chez les commerçants du Vieux-Québec durant la tenue du Carnaval et leur valeur se terminait à la fin de l'édition du carnaval de l'année de frappe de la pièce.

### Exposition virtuelle
- Je me souviens